# 吳森 (清代)
吳森（?—?），中國清代的官員，直隸宛平縣人。
光緒七年（1881年）接替潘慶辰，擔任臺灣府臺灣縣知縣。光緒八年（1882年）四月卸任，由彭達孫接任。

## 註腳
1. ↑  當時的臺灣縣轄區，約當現今台灣西南部嘉義縣市、臺南市，以及高雄市部份區域，面積約4,500平方公里，是島上漢民族人口集中的地區。